# 黑龙江工业学院
黑龙江工业学院，原名鸡西大学，黑龙江省的一所省属普通本科高等院校。学校坐落于黑龙江省鸡西市，始建于1984年。

## 历史沿革
1984年8月17日，经黑龙江省人民政府批准，鸡西大学开始筹建。
1988年5月，鸡西市经委职工大学、鸡西广播电视大学并入鸡西大学。
2013年4月18日，教育部批准鸡西大学升为本科，并更名为黑龙江工业学院。

## 院系设置
现有电气与信息工程学院、环艺与建筑工程学院、现代制造工程学院、资源工程学院、经济管理学院、国际教育学院、马克思主义学院、人文与师范学院、体育学院、创新创业教育学院10个学院和鸡西广播电视大学。

## 科研情况
设有10个科研所，承担国家及省部级各类科研课题557项，获奖238项。